# Horská Kvilda
Horská Kvilda (en allemand : Innergefild) est une commune du district de Klatovy, dans la région de Plzeň, en République tchèque. Sa population s'élevait à 61 habitants en 2021.

## Géographie
Horská Kvilda se trouve à 10 km au sud de Kašperské Hory, à 43 km au sud-sud-est de Klatovy, à 77 km au sud-sud-est de Plzeň et à 130 km au sud-ouest de Prague.
La commune est limitée par Rejštejn et Kašperské Hory au nord, par Nové Hutě à l'est, par Kvilda et Modrava au sud, et par Srní à l'ouest.

## Histoire
La première mention écrite de la localité date de 1577.

## Administration
La commune se compose de deux sections :
- Horská Kvilda
- Korýtko

## Galerie

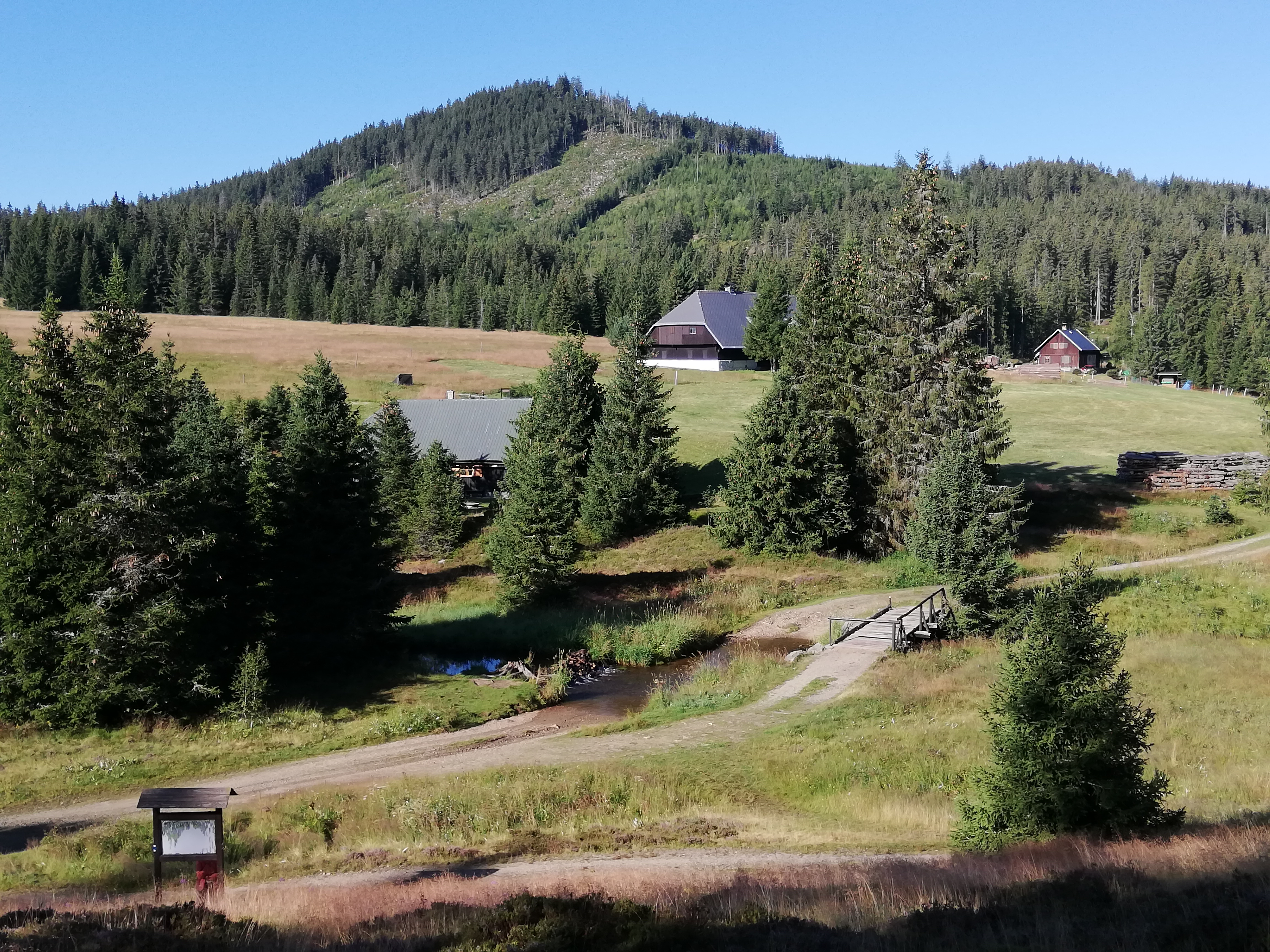
Maisons de Hamer.
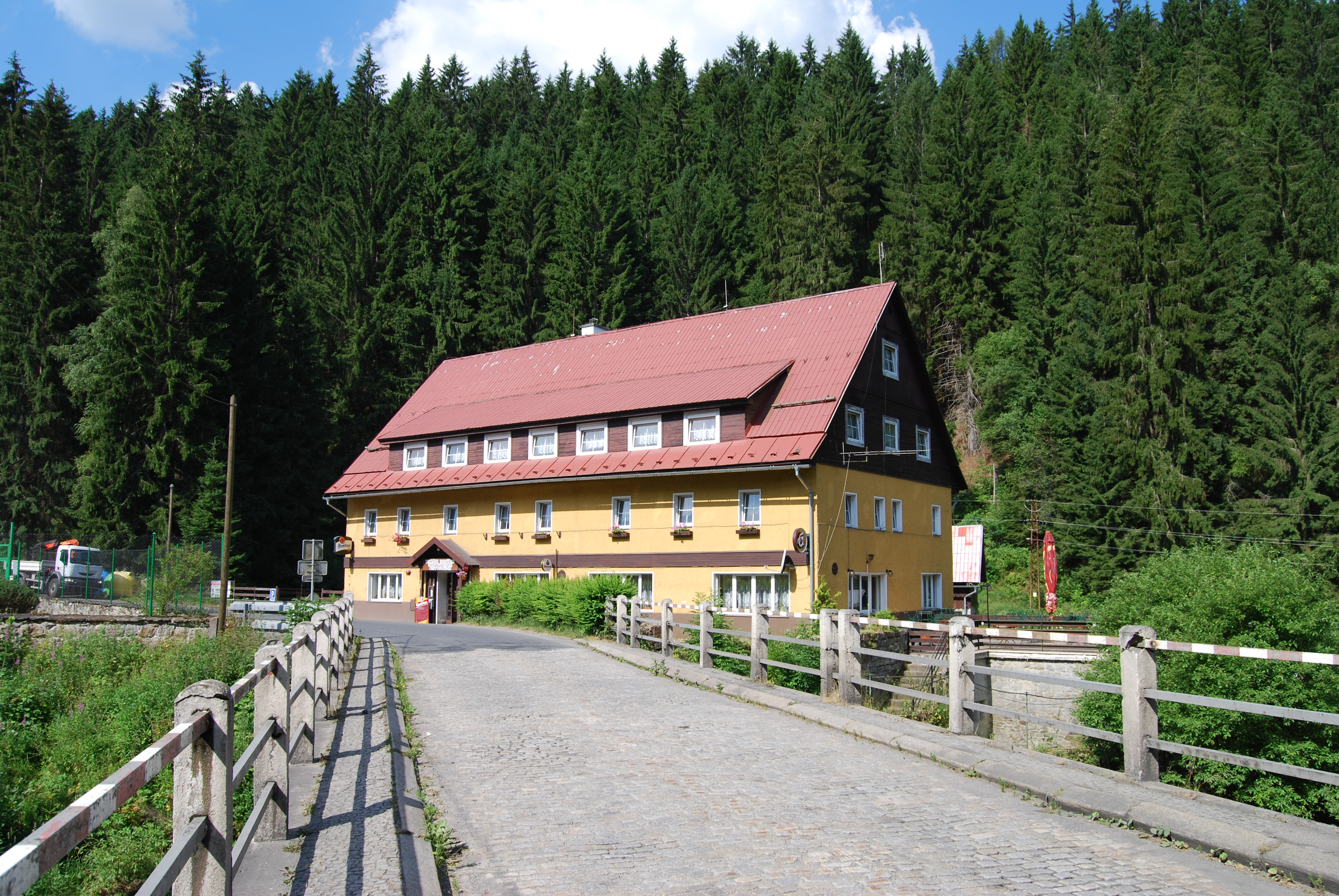
Čeňkova pila.

## Transports
Par la route, Horská Kvilda se trouve à 27 km de Sušice, à 57 km de Klatovy, à 100 km de Plzeň et à 159 km de Prague.